# Tedania connectens
Tedania connectens är en svampdjursart som först beskrevs av Brøndsted 1924.  Tedania connectens ingår i släktet Tedania och familjen Tedaniidae. Inga underarter finns listade i Catalogue of Life.